# جينس كولس
جينس كولس (16 أكتوبر 1990 في بلجيكا - ) هو لاعب كرة قدم بلجيكي في مركز الوسط . شارك مع منتخب بلجيكا تحت 21 سنة لكرة القدم. أما مع النوادي، فقد لعب مع نادي فيسترلو ونادي الرياض السعودي و نادي ليرس ونادي يوبين ونادي بافوس.

## روابط خارجية
- جينس كولس على موقع الاتحاد البلجيكي (الإنجليزية)
- جينس كولس على موقع قاعدة بيانات كرة القدم.إي يو (الإنجليزية)
- جينس كولس على موقع Soccerway.com (الإنجليزية)
- جينس كولس على موقع عالم كرة القدم.نت (الإنجليزية)